# أحمد القضيبي
أحمد سليمان أحمد عبد الله القضيبي من مواليد دولة الكويت في عام 1972، فاز بعضوية مجلس الأمة الكويتي في الانتخابات التكميلية عن الدائرة الانتخابية الثانية، وحصل علي المركز الاول ب (2547) صوت وفاز بالانتخابات، شغل قبل فوزه بعضوية المجلس رئيس مجلس إدارة أحدي الشركات العائلية، وعضو مجلس إدارة غرفة تجارة وصناعة الكويت، ونائب رئيس اتحاد الصناعات الكويتية وعضو مجلس إدارة الهيئة العامة للصناعة وعضو مجلس الشراكة الاستشاري الموحد، وهو حاصل على بكالوريوس محاسبة جامعة الكويت.

## مواقفه في مجلس الأمة
| الكتل                                          | مستقل                |
| اللجان                                         | المستقلون            |
| منع المسيئين 2016 (2013)                       | غير موجود            |
| قانون البصمة الوراثية (2015)                   | موافق                |
| قانون جرائم تقنية المعلومات (2015)             | موافق                |
| قانون الشراكة بين القطاعين العام والخاص (2014) | غير موجود او لم يصوت |
| تعديل قانون المحكمة الدستورية (2014)           | ليس عضوا             |